# Yasuhito Suzuki
Yasuhito Suzuki (鈴木康仁?, Suzuki Yasuhito; Prefettura di Osaka, 19 dicembre 1959) è un preparatore atletico ed ex calciatore giapponese, di ruolo portiere.

## Carriera

### Calciatore

#### Club
Ha disputato cinque stagioni in Japan Soccer League, esordendo in seconda divisione con lo Yanmar Club e passando al club principale nel 1979. Abbandonò la squadra nel 1983, dopo aver disputato otto gare in massima serie nella sola stagione 1980, e concluse la carriera di calciatore dopo altre tre stagioni nel club dell'Università di Kokushikan.

#### Nazionale
Già convocato come portiere titolare della Nazionale Under-20 ai Mondiali Under-20 del 1979, fu convocato anche in Nazionale maggiore, scendendo in campo in occasione delle gare disputate per il girone valevole per le qualificazioni ai Mondiali del 1982

### Dopo il ritiro
Dopo aver allenato alcune squadre liceali, a partire dal 1997 iniziò ad allenare i portieri di diverse squadre professionistiche, fra cui il Cerezo Osaka e il Kashiwa Reysol arrivando, in quest'ultimo caso, a ricoprire il ruolo di vice-allenatore della squadra fra il 2007 e il 2008.

## Statistiche

### Presenze e reti nei club
| Stagione | Squadra              | Campionato | Campionato | Campionato |
| Stagione | Squadra              | Comp       | Pres       | Reti       |
| -------- | -------------------- | ---------- | ---------- | ---------- |
| 1978     | Yanmar Club          | JSL2       | ?          | -?         |
| 1979     | Yanmar Diesel        | JSL1       | 0          | 0          |
| 1980     | Yanmar Diesel        | JSL1       | 8          | -?         |
| 1981     | Yanmar Diesel        | JSL1       | 0          | 0          |
| 1982     | Yanmar Diesel        | JSL1       | 0          | 0          |
| 1983     | Yanmar Diesel        | JSL1       | 0          | 0          |
|          | Totale Yanmar Diesel |            | 8          | -?         |

### Cronologia presenze e reti in nazionale
| Cronologia completa delle presenze e delle reti in nazionale ― Giappone | Cronologia completa delle presenze e delle reti in nazionale ― Giappone | Cronologia completa delle presenze e delle reti in nazionale ― Giappone | Cronologia completa delle presenze e delle reti in nazionale ― Giappone | Cronologia completa delle presenze e delle reti in nazionale ― Giappone | Cronologia completa delle presenze e delle reti in nazionale ― Giappone | Cronologia completa delle presenze e delle reti in nazionale ― Giappone | Cronologia completa delle presenze e delle reti in nazionale ― Giappone |
| Data                                                                    | Città                                                                   | In casa                                                                 | Risultato                                                               | Ospiti                                                                  | Competizione                                                            | Reti                                                                    | Note                                                                    |
| ----------------------------------------------------------------------- | ----------------------------------------------------------------------- | ----------------------------------------------------------------------- | ----------------------------------------------------------------------- | ----------------------------------------------------------------------- | ----------------------------------------------------------------------- | ----------------------------------------------------------------------- | ----------------------------------------------------------------------- |
| 22-12-1980                                                              | Hong Kong                                                               | Singapore                                                               | 0 – 1                                                                   | Giappone                                                                | Qual. Mondiali 1982                                                     | -                                                                       |                                                                         |
| 26-12-1980                                                              | Hong Kong                                                               | Cina                                                                    | 1 – 0                                                                   | Giappone                                                                | Qual. Mondiali 1982                                                     | -                                                                       |                                                                         |
| 28-12-1980                                                              | Hong Kong                                                               | Giappone                                                                | 3 – 0                                                                   | Macao                                                                   | Qual. Mondiali 1982                                                     | -                                                                       |                                                                         |
| 30-12-1980                                                              | Hong Kong                                                               | Corea del Nord                                                          | 1 – 0                                                                   | Giappone                                                                | Qual. Mondiali 1982                                                     | -                                                                       |                                                                         |
| Totale                                                                  |                                                                         | Presenze                                                                | 4                                                                       |                                                                         | Reti                                                                    | -2                                                                      |                                                                         |

## Palmarès
- Japan Soccer League: 1

1980
- Japan Soccer League Cup: 1

1983